# Thelcticopis recta
Espèce
Thelcticopis recta est une espèce d'araignées aranéomorphes de la famille des Sparassidae.

## Distribution
Cette espèce est endémique du Guangdong en Chine,. Elle se rencontre dans le xian de Longmen et vers Zengcheng et Zhongshan.

## Description
La carapace du mâle holotype mesure 6,02 mm de long sur 5,26 mm et l'abdomen 6,32 mm de long sur 4,23 mm et la carapace de la femelle paratype 6,93 mm de long sur 5,65 mm et l'abdomen 6,41 mm de long sur 4,55 mm.

## Systématique et taxinomie
Cette espèce a été décrite par Hu et Liu en 2024.

## Publication originale
- Hu & Liu, 2024 : « A new species of the genus Thelcticopis Karsch, 1884 (Araneae: Sparassidae: Sparianthinae) from Guangdong, China. » The Indochina Entomologist, vol. 1, no 5, p. 27-34.